# Club Patinaje en Línea Valladolid
El Club Patinaje en Línea Valladolid es un club de hockey sobre patines en línea fundado en octubre de 1995. El club tiene equipos en todas las categorías masculinas y femeninas. Sus equipos en categoría absoluta han ganado la Liga Élite masculina de hockey línea y la Liga Élite Femenina de hockey línea, así como la Copa del Rey de Hockey Línea y la Copa de la Reina de Hockey Línea.

## Palmarés masculino
| Competición nacional       | Títulos                                                       | Subtítulos                                           |
| -------------------------- | ------------------------------------------------------------- | ---------------------------------------------------- |
| Liga Élite masculina (7/6) | 2007-08, 2010-11, 2011-12, 2012-13, 2017-18, 2018-19, 2020-21 | 2009-10, 2016-17, 2019-20, 2022-23, 2023-24, 2024-25 |
| Copa del Rey (9/2)         | 2005, 2007, 2008, 2010, 2011, 2012, 2014, 2018, 2019          | 2013, 2015                                           |
| Copa de Europa (0/1)       |                                                               | 2023-24                                              |

- Datos: Q97183191